# Castoponera ciliata
Castoponera ciliata là một loài nhện trong họ Corinnidae.
Loài này thuộc chi Castoponera. Castoponera ciliata được Christa L. Deeleman-Reinhold miêu tả năm 1993.